# Громадянська війна в Непалі
Громадянська війна в Непалі (неп. माओवादी जनयुद्ध; IAST: māovādī janayuddha, неп. माओवादी द्वन्दकाल Maovadi dwandakaal; 1996—2006) — збройний конфлікт між маоїстами та королівською владою Непалу, який розпочався 13 лютого 1996 року збройними формуваннями маоїстів на заході країни.
Маоїсти оголосили конфлікт «Війною Непальського Народу» з метою утворення «Непальської Народної Республіки» і поступово встановили контроль над частиною країни. У 2001 році король віддав наказ про використання армії проти маоїстів (раніше в бойових діях брала участь тільки поліція). Загинуло понад 11 500 чоловік, і від 100 000 до 150 000 людей змушені були покинути рідні домівки, але знищити незаконні збройні формування не вдалося. Конфлікт паралізував місцевий господарський розвиток та призвів до глибоких змін в непальському суспільстві.

## Причини конфлікту
Під приводом боротьби з монархічним ладом і кастовим поділом суспільства утворилися революційні угруповання (хоча в сусідній Індії такі угруповання раніше утворилися в умовах багатопартійної демократії). Частина з них запозичила з-за кордону ідеологію та методи Мао Цзедуна, а також озброєння. В результаті уряд втратив контроль над низкою ізольованих районів, законна влада там була знищена, а населення сіл змушене було виконувати вказівки бойовиків, яка встановила режим терору.

## Огляд
Комуністична партія Непалу (маоїсти) відкололася від Об'єднаного Народного Фронту (Samyukta Jana Morcha) в 1994 внаслідок істотних політичних розбіжностей. Король відмовлявся поступатися вимогам лівих партій.
Підготовка маоїстських угруповань до збройної боротьби почалася ще в 1995 році, тренування, озброєння і навчання тактиці здійснювалися за сприяння індійських маоїстів (наксалітів), які ведуть аналогічну війну в Індії починаючи з кінця 60-х років.
Спочатку Королівська Армія Непалу не втручалася в безпосередні битви, тому що здавалося, що проблеми можна вирішити політичними методами і за допомогою поліцейських заходів. Під егідою війни з тероризмом і допомоги країнам, що розвиваються, які можуть викликати міжнародну нестабільність, США та Індія стали надавати військову та економічну допомогу уряду Непалу. У відповідь маоїстські лідери оголосили, що протидіють американському втручанню.
Уряд в якомусь сенсі теж доклав руку до конфлікту, випустивши «провокаційні» матеріали, про монархію, посадивши у в'язницю журналістів і закривши газети, які виступили на захист маоїстів.
Кілька разів проводилися переговори, що супроводжуються тимчасовим припиненням вогню, які однак не призвели до сталого миру. Уряд категорично відмовлялося прийняти на вимогу повстанців конституцію, яка входила б в суперечність з монархічним ладом. Маоїсти посилювали бойові дії, оголошуючи пропозиції уряду недостатніми. У листопаді 2004 уряд відмовив у проведенні безпосередніх переговорів з королем Г'янендра і прем'єр-міністром Шер Бахадур Дерба, як і прохання про посередництво третіх сил чи ООН.
У 2005 році під повним контролем маоїстів перебувала значна частина території країни, в основному в центральних і гірських регіонах, які погано контролювалися центром. Маоїстські збройні формування, в тій чи іншій мірі, діяли майже в усіх департаментах країни. Уряд при цьому утримувало столицю Катманду, незважаючи на заворушення 2004 року.
Були відомості про затримання зброї на кордоні Непалу з Тибетом, що знаходяться під владою КНР.
Бойові дії і заворушення тривали і в 2005 році, а в грудні 2004 загинуло близько 200 осіб. 1 лютого 2005 у відповідь на безсилля уряду король Г'янендра взяв на себе повний контроль над урядом.
В результаті громадянської війни постраждала туристська індустрія Непалу, один з найважливіших джерел доходу країни, кількість туристів значно зменшився.
Разом з тим, маоїсти офіційно оголосили, що вони не мають нічого проти приїзду в Непал туристів. Більш того, вони дозволяли їм в'їжджати в свою зону контролю, для проходження туристських походів у горах, за умови сплати «революційного податку» (близько двох доларів в день з людини), однак у ряді випадків бойовики забирали у туристів майно, яке їм сподобалося. В деяких місцях з буддійських монастирів регулярно забиралися підношення віруючих.
Перемога непальських маоїстів справила великий вплив на посилення активності маоїстів в Індії. Чисельність індійських бойовиків на сьогодні оцінюється в 20 тис. чоловік, під їх повним або частковим контролем знаходяться великі території на півдні і сході країни, посилився маоїстський терор в Індії.
КНР, офіційно не підтримувала маоїстів, після їх перемоги посилився вплив у Непалі, після чого вони намагалися використовувати перебування маоїстів у владних структурах у своїй стратегії проникнення в Південну Азію і оточення Індії.

## Хроніка подій

### 1996
- 13 лютого: Початок «народної війни» Комуністичною партією Непалу (маоїстською).
  - Катманду: Атака на фабрику безалкогольних напоїв, що належить транснаціональній компанії, підпал частини будівель.
  - район Горкха:
    - Вибух лікерної фабрики.
    - Наліт на Банк сільськогосподарського розвитку в Чьянглі.

  - Район Кавре: Пограбування будинку лихваря: «експропрійовані» 1,3 мільйонів рупій і вилучені заставні документи на кілька мільйонів рупій.
  - Райони Ролпа, Рукум і Синдхули: напади на поліцейські ділянки із захопленням складів зброї і вибухових речовин.

### 2001
- січень: Уряд створив озброєні поліцейські підрозділи проти маоїстів.
- 28 травня: Голова Прачанда дав інтерв'ю в журналі A World to Win.
- 1 червня: Наслідний принц Діпендра розстріляв всю королівську сім'ю і наклав на себе руки (або був убитий охоронцем), пробув у коматозному стані три дні як король, і був коронований Г'янендра.
- 3 серпня: Перший раунд мирних переговорів.
- 23 листопада: Мирні переговори зірвалися, коли маоїсти атакували поліцейські ділянки в 42 районах Непалу.
- 26 листопада: Король оголосив надзвичайний положення і використовував армію для придушення повстання.

### 2002
- Конгрес США виділив 12 мільйонів доларів на навчання офіцерів Королівської Армії Непалу і поставив 5,000 гвинтівок M-16.
- травень:
  - Мирні переговори зірвалися.
  - Прем'єр-міністр Деуба, за рішенням короля Г'янендри, розпустив парламент за опір введення надзвичайного стану, і призначив вибори.
- 11 травня Оголошено розшук на лідерів маоїстів.
- 22 травня: король Г'янендра, діючи за рекомендацією прем'єр-міністра Шер Бахадур Деуба, розпустив парламент і призначає нові вибори. Причиною для розпуску є протидія надзвичайному стану.
- 11 липня: Просочилася інформація, що бельгійська збройова компанія FN Herstal поставила 5500 гвинтівок уряду Непалу.
- 4 жовтня: Король Г'янендра відкликав прем'єр-міністра Деуба і всю Раду Міністрів, узявши у свої руки владу, скасував вибори в розпущеній Раді Представників, які планувалися на 11 листопада.
- 11 жовтня: Король Г'янендра призначив прем'єр-міністром Локендра Бахадур Чанда.

### 2003
- січень:
  - США навчає непальську армію.
  - Маоїсти вбили генерала-інспектора поліції з дружиною і охоронцем під час прогулянки.
- 29 січня: Друге припинення вогню і початок мирних переговорів.
- 13 травня: Досягнуто угоду про взаємодію у питаннях припинення вогню.
- 17 серпня: Вбито 19 бойовиків і цивільних осіб в районі Рамечхап центрального Непалу.
- 24 серпня: Маоїсти вимагають від уряду включити в порядок денний проблему участі їх партії в Установчих Зборах, погрожуючи виходом з угоди про припинення вогню протягом 48 годин.
- 26 серпня: Закінчився термін ультиматуму маоїстів.
- 27 серпня:
  - Маоїсти закликали до одноденного страйку на знак засудження армійської атаки на їхні кадри.
  - Маоїсти односторонньо вийшли з угоди про припинення вогню від 29 січня.
- 27 вересня: Дванадцять маоїстів було вбито в перестрілці з органами безпеки в округах Чхта Похара і Кхотанг, 340 кілометрів від Катманду[5].
- 13 жовтня: Було вбито щонайменше 37 людей, коли загін з 1000 маоїстів спробував взяти штурмом центр підготовки поліції в Бхалуванг.
- 27 жовтня: Британський лейтенант був відпущений з полону в Бхалуванзі, куди він потрапив під час поїздки для рекрутування солдатів в британську армію. Голова Прачанда приніс вибачення за інцидент.
- 11 листопада: Міністр оборони звинуватив маоїстів у викраденні 29 школярів в окрузі Мугу в західному Непалі.
- 19 листопада: Четверо осіб було затримано на пропускному пункті Кхаса в Тибет, 114 кілометрів на північний схід від Катманду, при спробі ввезти зброю в Непал.

### 2004
- 9 січня: Маоїстське командування оголосило про створення «революційного уряду» Магарського Автономного Регіону на основі території округу Ролпа західного Непалу.
- 5 лютого: Наступ урядових військ на селище Бхімад округу Макванапур. Вбито 14 маоїстів і двоє цивільних осіб без суду і слідства[6].
- 10 лютого: Двоє членів ЦК маоістської компартії затримані в Індії і передані непальській владі[7].
- 13 лютого: Ганеш Чінвал очолив антимаоїстський протест у річницю початку революції[8].
- 15 лютого: Ганеш Чінвал убитий в своєму кабінеті[8].
- 15 лютого: Бої в районі бази маоїстів в лісовому масиві в окрузі Калікот, 360 км на захід від Катманду.
- 15 і 16 лютого: По радіо передали повідомлення про те, що 13 маоїстів було вбито в невеликих зіткненнях по всій країні.
- 18 лютого: Член розпущеного парламенту Кхем Нараян Фаудждар убитий імовірно двома маоїстами на мотоциклі в окрузі Навалпарасі, 200 км на південь від столиці.
- 2-6 квітня: Масові демонстрації проти монархії в Катманду. Серія заворушень по всій країні. Підрив колони вантажівок, напади на поліцейські пости, вибухи мін, загальний страйк за призовом маоїстів, сутички між демонстрантами і поліцією, багато поранених[9][10].
- 16 серпня: Підірвана бомба в розкішному готелі Соалтей в Катманду у відповідь на відмову закрити його на вимогу маоїстів.
- 16 серпня: Вибух бомби на базарі в південному Непалі, загибель 12-річного хлопчика та трьох поліцейських. Маоїсти вимагають звільнення узятих в полон товаришів, погрожуючи паралізувати рух транспорту навколо Катманду, атакуючи машини. Загибель кількох непальських підприємців під час атак маоїстів.
- 10 вересня: Вибух бомби в американському інформаційному центрі в Катманду.
- 13 вересня: Евакуація американського посольства з Непалу.
- 9 листопада: 36 людей отримали поранення, коли повстанці-маоїсти підірвали потужну бомбу в офісному комплексі.
- 15 грудня: Двадцять співробітників безпеки вбиті в західному окрузі Аргкхалнчі під час раптової атаки маоїстів.
- 16 грудня: 16 маоїстів було вбито у сутичках з силами безпеки в західному окрузі Дайлек.
- 23 грудня: Маоїсти оголосили блокаду Катманду.
- 26 грудня: 15 000 чоловік взяли участь у демонстрації в Катманду за мир.

### 2005
- 2 січня: Непальські агентства помилково оголосили про загибель двох дітей від бомби маоїстів в окрузі Дайлекх.
- 4 січня: Три співробітника безпеки і група маоїстів були вбиті в перестрілці.
- 8 січня: Маоїсти затримали і потім звільнили 300 пасажирів шести автобусів у вигляді демонстрації блокади Катманду.
- 10 січня: Прем'єр-міністр Деуба сказав, що збільшить асигнування на боротьбу з маоїстами, незважаючи на те, що маоїсти виявили зацікавленість в переговорах з урядом.
- 11 січня: Акції протесту проти підвищення цін на паливо від 10 % до 25 %.
- 15 січня: Маоїсти взяли в полон 14 індійських гуркхів в селі Чуба в Кайлалі.
- 1 лютого: Король Г'янендра розпустив парламент і ввів реформаційну блокаду. Армія стала заарештовувати політичних діячів, журналістів, профспілкових лідерів, борців за права людини та громадських лідерів. Обірваний телефонний зв'язок та інтернет.
- 28 лютого: Підрозділ індійської армії вчинила атаку на території Непалу і вбило 32 маоїстів.
- 6 червня: Пасажирський автобус натрапив на міну в Чітуанському районі, загинуло 37 осіб, поранено 70.
- 9 серпня: Маоїсти вбили 70 співробітників безпеки в західному Непалі.
- 3 вересня: Маоїсти оголосили тримісячне одностороннє припинення вогню для полегшення ведення мирних переговорів з опозиційними політичними партіями.
- 19 листопада: Після переговорів, Маоїстські бунтівники згодні працювати з опозиційними політичними партіями в загальному фронті проти правління короля Г'янендра.

### 2006
- 2 січня: Бунтівники вирішують не продовжувати чотиримісячне перемир'я, сказавши, що уряд порушив режим припинення вогню з численними нападами на села маоїстів.
- 14 січня: Маоїсти запустити скоординовані атаки п'яти військових і напіввійськових завдань в долині Катманду. Перша демонстрація своєї здатності організувати насильство в долині, що спонукало комендантську годину в нічний час протягом наступних декількох днів.
- Березень-квітень: Масові демонстрації в Катманду і інших містах, підтримувані маоїстами і сімома політичними партіями. Розстріл демонстрації в Катманду з численними жертвами. Ставиться питання про зречення короля від престолу[11].
- 5 квітня: Загальний страйк починається з Маоїстських сил, що обіцяють стримуватися від насильства.
- 6-7 квітня: Зіткнення демонстрантів з поліцією, сотні заарештували, десятки отримали поранення.
- 9 квітня: Загальний страйк планується завершити. Уряд розширює комендантську годину. Три мертвих протягом двох днів заворушень, проте тисячі демонстрантів кидають виклик комендантській годині.
- 21 квітня: Король заявив, що готовий передати владу тимчасовому уряду.
- 11 липня: Парламент Непалу позбавив короля Г'янендру права накладати вето на закони та законопроєкти. За місяць до цього депутати одностайно відібрали у короля посаду верховного головнокомандуючого армією, позбавили імунітету (відтепер його можна віддати під суд), а також зобов'язали платити податки. Крім того, депутати ухвалили відтепер вважати Непал «світською державою», відібравши таким чином у Г'янендри титул втілення Вішну. Було сформовано коаліційний уряд.
- 21 листопада: Уряд з семи партій уклало мир з маоїстами, оголосивши про завершення громадянської війни.

### 2007
- 14 січня: Парламент позбавив короля верховної влади і прийняв тимчасову конституцію. Маоїстам обіцяні місця в парламенті і кабінеті міністрів. Бойовики здають зброю, згідно з угодою, їм обіцяна інтеграція до складу регулярної армії.

### 2012
- Парламентом було створено Комісію правди і примирення для розслідування військових вбивств, тортур і насильницьких зникнень людей.